# Liste der Kunstwerke im öffentlichen Raum in Kärnten
Die Liste der Kunstwerke im öffentlichen Raum in Kärnten enthält die vom Amt der Kärntner Landesregierung gelisteten und realisierten Kunstwerke im öffentlichen Raum (Public Art) in Kärnten, so sie sich permanent im öffentlichen Raum befinden.

## Kunstwerke
Die Liste repräsentiert den Stand vom 26. Juni 2024.[veraltet] Die Schreibweise der Namen richtet sich nach der Quelle, die Sortierung erfolgt nach dem Ort / der Gemeinde.
| Foto |                 | Name | Typ                          | Standort                                                                        | Künstler | Datierung | Beschreibung | Metadaten                                                                       |
| ---- | --------------- | --- | ---------------------------- | ------------------------------------------------------------------------------- | --- | --------- | --- | ------------------------------------------------------------------------------- |
| ja   | Datei hochladen | Kaltes Feld ID: kaltes-feld                                                                                   | Erinnerungsort               | Arnoldstein Standort                                                            | Michael Kos, Max Seibald | 2008      | |                                                                                 |
| ja   | Datei hochladen | Jakobskapelle ID: jakobskapelle HERIS-ID: 97862 Objekt-ID: 113730                                             | Architektur                  | Bad Kleinkirchheim Standort                                                     | Armin Guerino, Edmund Hoke, Tomas Hoke | 2003      | |                                                                                 |
| BW   | Datei hochladen | Hammerschlag ID: hammerschlag                                                                                 | Skulptur                     | Bad St. Leonhard im Lavanttal Standort                                          | Hanno Kautz | 2012      | |                                                                                 |
| ja   | Datei hochladen | Vogelmensch ID: vogelmensch                                                                                   | Kunst am Bau, Skulptur       | Bleiburg Standort                                                               | Zlatko Jevšenak | 2003      | |                                                                                 |
| ja   | Datei hochladen | Himmelsstiege ID: himmelsstiege                                                                               | Skulptur                     | Bleiburg Standort                                                               | Armin Guerino | 2020      | |                                                                                 |
| ja   | Datei hochladen | Landmark Hängebrücke ID: landmark-haengebruecke                                                               | Kunst am Bau, Skulptur       | Bleiburg Standort                                                               | Karl Vouk | 2003      | |                                                                                 |
| BW   | Datei hochladen | Volleyball-Skulptur ID: volleyball-skulptur                                                                   | Skulptur                     | Bleiburg Standort                                                               | Emil Oman | 2002      | |                                                                                 |
| ja   | Datei hochladen | Der Türke im Fenster ID: der-tuerke-im-fenster                                                                | Kunst am Bau                 | Schloßgasse 2, Bleiburg Standort                                                | Franz Brandl | 1993      | |                                                                                 |
| ja   | Datei hochladen | Sonnenuhr ID: sonnenuhr                                                                                       | Kunst am Bau                 | 10.-Oktober-Platz 12, Bleiburg Standort                                         | Franz Brandl | 1996      | |                                                                                 |
| ja   | Datei hochladen | Werner Berg ID: werner-berg                                                                                   | Skulptur                     | Bleiburg Standort                                                               | Helmut Machhammer | 2009      | |                                                                                 |
| ja   | Datei hochladen | Hemma-Fenster ID: hemma-fenster                                                                               | Kunst am Bau                 | Pfarrkirche Bleiburg, Bleiburg Standort                                         | Karl Vouk | 2004      | |                                                                                 |
| ja   | Datei hochladen | Europaplatz Bleiburg ID: europaplatz-bleiburg                                                                 | Kunst am Bau                 | Bleiburg Standort                                                               | Helmut Blažej | 2009      | |                                                                                 |
| ja   | Datei hochladen | Garten der Religion ID: garten-der-religion                                                                   | Kunst am Bau                 | Bleiburg Standort                                                               | Rudi Benetik, Anton Reichmann | 2009      | |                                                                                 |
| ja   | Datei hochladen | Freyungsbrunnen ID: freyungsbrunnen HERIS-ID: 67573 Objekt-ID: 80546                                          | Kunst am Bau                 | Bleiburg Standort                                                               | Kiki Kogelnik | 1993      | |                                                                                 |
| ja   | Datei hochladen | Trigon-Pyramide ID: trigon-pyramide                                                                           | Erinnerungsort, Kunst am Bau | Einersdorf Standort                                                             | Franz Brandl | 1999      | |                                                                                 |
| ja   | Datei hochladen | Brunnen Einersdorf ID: brunnen-einersdorf                                                                     | Kunst am Bau                 | Einersdorf Standort                                                             | Emil Oman | 2004      | |                                                                                 |
|      | Datei hochladen | Gedenkuhr – spominska ura / Memorial clock ID: gedenkuhr-spominska-ura-memorial-clock                         | Anderes                      | Bad Eisenkappel-Vellach – Železna Kapla                                         | Marko Lipuš | 2022      | |                                                                                 |
| ja   | Datei hochladen | Flucht in die Distanz ID: flucht-in-die-distanz                                                               | Kunst am Bau                 | Ferlach Standort                                                                | Meina Schellander | 1997      | |                                                                                 |
| ja   | Datei hochladen | Zweisprachig ID: zweisprachig                                                                                 | Kunst am Bau                 | Ferlach Standort                                                                | Melitta Moschik | 2015      | |                                                                                 |
| ja   | Datei hochladen | Unvergessen – Ungebrochen ID: unvergessen-ungebrochen                                                         | Skulptur                     | Ferlach, Tržič vor den Portalen des Loibltunnels Standort                       | Seiji Kimoto | 2019 2022 | Die beiden identen Metallinstallationen von Seiji Kimoto stehen zu beiden Seiten des Loibltunnels. Sie erinnern an die rund 1800 Häftlinge des Nazi-Regimes, die zwischen März 1943 und Kriegsende den Tunnel durch die Karawanken graben mussten. Viele Zwangsarbeiter starben infolge der schrecklichen Bedingungen, erkrankte Häftlinge wurden ins KZ zurückgeschickt und ermordet. Der erste Teil von Kimotos Mahnmal wurde im Mai 2019 am Tunnelportal Loibl Nord errichtet, 2022 folgte der zweite Teil an der Südseite . |                                                                                 |
| ja   | Datei hochladen | Ecce homo lux aeterna ID: ecce-homo-lux-aeterna HERIS-ID: 57685 Objekt-ID: 67948                              | Kunst am Bau                 | Finkenstein am Faaker See Standort                                              | Valentin Oman | 2008      | |                                                                                 |
| ja   | Datei hochladen | Fang die Sonne ein im Glantal ID: fang-die-sonne-ein-im-glantal-2                                             | Installation                 | Frauenstein, St. Veit/Glan, Liebenfels, St. Urban/Urbansee, Glanegg, Steuerberg | Tomas Hoke, Nino Strohecker, Jochen Traar | 2021      | |                                                                                 |
| BW   | Datei hochladen | Die Große Leiter ID: die-grosse-leiter                                                                        | Kunst am Bau                 | Gmünd in Kärnten Standort                                                       | Hubert Maier | 2001      | |                                                                                 |
| BW   | Datei hochladen | Schwebezustand ID: schwebezustand                                                                             | Kunst am Bau                 | Gmünd in Kärnten, Kirchgasse Standort                                           | Larissa Tomassetti | 2006      | |                                                                                 |
| BW   | Datei hochladen | A shadow moves ID: a-shadow-moves                                                                             | Kunst am Bau                 | Großkirchheim Standort                                                          | Burgi Michenthaler | 2017      | |                                                                                 |
| ja   | Datei hochladen | Aussichtsturm Pyramidenkogel ID: aussichtsturm-pyramidenkogel                                                 | Architektur                  | Keutschach Standort                                                             | Dietmar Kaden, Markus Klaura, Erich Laure | 2013      | |                                                                                 |
| BW   | Datei hochladen | Kunst_Licht_Erlebnis ID: kunst_licht_erlebnis                                                                 | Kunst am Bau                 | Keutschach Standort                                                             | Hanno Kautz | 2017      | |                                                                                 |
| ja   | Datei hochladen | Ironman ID: ironman                                                                                           | Skulptur                     | Klagenfurt am Wörthersee Standort                                               | Armin Guerino | 2018      | |                                                                                 |
| ja   | Datei hochladen | HAK-1 Klagenfurt ID: hak-1-klagenfurt                                                                         | Kunst am Bau                 | Klagenfurt am Wörthersee Standort                                               | Claus Prokop | 2017      | |                                                                                 |
| ja   | Datei hochladen | Gedenktafel SIGNUM ID: gedenktafel-signum                                                                     | Erinnerungsort               | Klagenfurt am Wörthersee Standort                                               | Melitta Moschik | 2015      | |                                                                                 |
| ja   | Datei hochladen | Glasflächengestaltung WIMO ID: glasflaechengestaltung-wimo                                                    | Kunst am Bau                 | Klagenfurt am Wörthersee Standort                                               | Stephka Klaura | 2014      | |                                                                                 |
| ja   | Datei hochladen | Goldhaube ID: goldhaube                                                                                       | Kunst am Bau                 | Klagenfurt am Wörthersee Standort                                               | Burgi Michenthaler | 2008      | |                                                                                 |
| BW   | Datei hochladen | EU/OTHERS ID: eu-others                                                                                       | Kunst am Bau                 | Klagenfurt am Wörthersee Standort                                               | Šejla Kamerić | 2002      | |                                                                                 |
| ja   | Datei hochladen | Nass & in Kärnten ID: nass-in-kaernten                                                                        | Kunst am Bau                 | Klagenfurt am Wörthersee Standort                                               | Lawrence Weiner | 2002      | |                                                                                 |
| ja   | Datei hochladen | Dolmetschkabine ID: dolmetschkabine                                                                           | Kunst am Bau                 | Klagenfurt am Wörthersee Standort                                               | Valentin Oman | 2000      | |                                                                                 |
|      | Datei hochladen | Ansatzweise ID: ansatzweise                                                                                   | Kunst am Bau                 | Klagenfurt am Wörthersee                                                        | Meina Schellander | 1996      | |                                                                                 |
| BW   | Datei hochladen | Zeit-Raum-Schiene ID: zeit-raum-schiene                                                                       | Kunst am Bau                 | Klagenfurt am Wörthersee Standort                                               | Inge Vavra | 1996      | |                                                                                 |
| BW   | Datei hochladen | Café OM ID: cafe-om                                                                                           | Anderes                      | Klagenfurt am Wörthersee, Pernhartgasse 12 Standort                             | Bella Ban, Viktor Rogy | 1996      | |                                                                                 |
| BW   | Datei hochladen | Verschlüsselte Schriftzeichen ID: verschluesselte-schriftzeichen                                              | Kunst am Bau                 | Klagenfurt am Wörthersee Standort                                               | Charlotte und Johannes Seidl | 1988      | |                                                                                 |
| ja   | Datei hochladen | Figur X ID: figur-x                                                                                           | Skulptur                     | Klagenfurt am Wörthersee Standort                                               | Bruno Gironcoli | 1984      | |                                                                                 |
| BW   | Datei hochladen | y-Platz ID: y-platz                                                                                           | Kunst am Bau                 | Klagenfurt am Wörthersee Standort                                               | Meina Schellander | 1982      | |                                                                                 |
| ja   | Datei hochladen | Wand der Kläger, Wand der Angeklagten ID: wand-der-klaeger-wand-der-angeklagten                               | Kunst am Bau                 | Klagenfurt am Wörthersee Standort                                               | Giselbert Hoke | 1949      | |                                                                                 |
| BW   | Datei hochladen | Balkensatz 1–5, Klammernsitz 1–6 ID: balkensatz-1-5-klammernsitz-1-6                                          | Kunst am Bau                 | Klagenfurt am Wörthersee Standort                                               | Meina Schellander | 1981      | |                                                                                 |
| ja   | Datei hochladen | o. T. ID: o-t-3                                                                                               | Kunst am Bau                 | Klagenfurt am Wörthersee Standort                                               | Valentin Oman | 1975      | |                                                                                 |
| ja   | Datei hochladen | Neugestaltung des Heiligen-Geist-Platz in Klagenfurt ID: neugestaltung-des-heiligen-geist-platz-in-klagenfurt | Kunst am Bau                 | Klagenfurt am Wörthersee Standort                                               | Gasparin & Meier | 1995      | |                                                                                 |
| BW   | Datei hochladen | o.T. ID: o-t-5                                                                                                | Kunst am Bau                 | Klagenfurt am Wörthersee Standort                                               | Suse Kravagna | 1995      | |                                                                                 |
| BW   | Datei hochladen | Wörthersee ID: woerthersee                                                                                    | Kunst am Bau                 | Klagenfurt am Wörthersee Standort                                               | Christian Kravagna, Suse Kravagna | 1999      | |                                                                                 |
| ja   | Datei hochladen | BIBLIOTHEK ID: bibliothek                                                                                     | Kunst am Bau                 | Klagenfurt am Wörthersee Standort                                               | Heimo Zobernig | 2004      | |                                                                                 |
| BW   | Datei hochladen | Kunstraum Lakeside ID: kunstraum-lakeside                                                                     | Kunst am Bau                 | Klagenfurt am Wörthersee Standort                                               | Josef Dabernig | 2005      | |                                                                                 |
| BW   | Datei hochladen | Gerichtssprache ID: gerichtssprache                                                                           | Kunst am Bau                 | Klagenfurt am Wörthersee Standort                                               | Toledo i Dertschei | 2007      | |                                                                                 |
| BW   | Datei hochladen | Die Wolke am Dach ID: die-wolke-am-dach                                                                       | Kunst am Bau                 | Klagenfurt am Wörthersee, Flatschacher Straße 70 Standort                       | Armin Guerino | 2008      | |                                                                                 |
| BW   | Datei hochladen | LichtSchatten ID: lichtschatten                                                                               | Kunst am Bau                 | Klagenfurt am Wörthersee Standort                                               | Tomas Hoke | 2009      | |                                                                                 |
| BW   | Datei hochladen | Grenzenlos – Brezmejno ID: grenzenlos-brezmejno                                                               | Kunst am Bau                 | Klagenfurt am Wörthersee, Arnulfplatz 1 Standort                                | Tomas Hoke | 2020      | |                                                                                 |
| ja   | Datei hochladen | Wasserringe ID: wasserringe                                                                                   | Kunst am Bau                 | Klagenfurt am Wörthersee Standort                                               | Armin Guerino | 2023      | |                                                                                 |
| ja   | Datei hochladen | Die lange Wende ID: die-lange-wende                                                                           | Anderes                      | Sittenberg Standort                                                             | Werner Hofmeister | 1991      | |                                                                                 |
| ja   | Datei hochladen | Gräser im Wind ID: graeser-im-wind                                                                            | Kunst am Bau                 | Kühnsdorf Standort                                                              | Armin Guerino | 2010–2014 | |                                                                                 |
| BW   | Datei hochladen | Informationsstelle ID: informationsstelle-2                                                                   | Kunst am Bau                 | Lavamünd Standort                                                               | Abel und Abel | 2011      | |                                                                                 |
| ja   | Datei hochladen | Living Units ID: living-units                                                                                 | Kunst am Bau                 | Lendorf, Litzlhof 1 Standort                                                    | Melitta Moschik | 2003      | |                                                                                 |
| BW   | Datei hochladen | Friedensdenkmal am Wolayersee ID: friedensdenkmal-am-wolayersee                                               | Erinnerungsort               | Wolayerseehütte Standort                                                        | Georg Planer | 2023      | |                                                                                 |
| ja   | Datei hochladen | ORTSZEIT / KRAJEVNI ČAS 1999/2014 ID: ortszeit-krajevni-cas-1999-2014                                         | Kunst am Bau                 | Ludmannsdorf Standort                                                           | Meina Schellander | 1999/2014 | |                                                                                 |
| BW   | Datei hochladen | GELD WIE HEU – GELD WIE MIST ID: geld-wie-heu-geld-wie-mist                                                   | Kunst am Bau                 | Ludmannsdorf Standort                                                           | Meina Schellander | 1997      | |                                                                                 |
| ja   | Datei hochladen | Außenkreuz und Innenkreuz ID: aussenkreuz-und-innenkreuz                                                      | Kunst am Bau, Skulptur       | Ludmannsdorf Standort                                                           | Meina Schellander | 1977      | |                                                                                 |
| ja   | Datei hochladen | Skulpturenpark Holzbau Gasser ID: skulpturenpark-holzbau-gasser                                               | Ausstellung                  | Ludmannsdorf Standort                                                           | Gertrud Weiss-Richter, Paul Flora, Gerhard Gepp, Caroline, Manfred Bockelmann, Pepo Pichler, Gustav Januš, Johanes Zechner, Reimo Wukounig, Meina Schellander, Michael Kos, Valentin Oman, Gudrun Kampl, Werner Hofmeister, Günther Domenig       |           | |                                                                                 |
| ja   | Datei hochladen | Q U E R S T A M M / ZEIT-LAND-ANTEIL ID: q-u-e-r-s-t-a-m-m-zeit-land-anteil                                   | Skulptur                     | Ludmannsdorf Standort                                                           | Meina Schellander | 2003      | |                                                                                 |
| ja   | Datei hochladen | Zikkurat - Drauart ID: zikkurat-drauart                                                                       | Anderes                      | Selkach, Ludmannsdorf Standort                                                  | Edmund Hoke, Tomas Hoke, Armin Guerino | 2011      | |                                                                                 |
|      | Datei hochladen | Bausteine ID: bausteine                                                                                       | Kunst am Bau                 | Magdalensberg                                                                   | Andres Klimbacher | 2023      | |                                                                                 |
| BW   | Datei hochladen | BSZ Ossiach ID: bsz-ossiach                                                                                   | Kunst am Bau                 | Ossiach Standort                                                                | Claus Prokop | 2013      | |                                                                                 |
| BW   | Datei hochladen | Skulpturenpark Stift Ossiach ID: skulpturenpark-stift-ossiach                                                 | Ausstellung                  | Ossiach Standort                                                                | Bella Ban, Nemanja Cvijanović, Canan Dagdelen, Thomas Gänszler, Manfred Erjautz, Alfred Haberpointner, Werner Hofmeister, Roman Pfeffer, Ramacher & Einfalt, Meina Schellander, Max Seibald, Sibylle von Halem, Erwin Wurm, zweintopf             | 2008      | |                                                                                 |
| ja   | Datei hochladen | Nepomuk ID: nepomuk                                                                                           | Skulptur                     | Ruden Standort                                                                  | Peter Raunig | 2005      | |                                                                                 |
| ja   | Datei hochladen | Begegnung – Srečanje ID: begegnung-srecanje                                                                   | Kunst am Bau                 | Ruden Standort                                                                  | Hans-Peter Profunser |           | |                                                                                 |
| BW   | Datei hochladen | MAMA ID: mama-2                                                                                               | Kunst am Bau                 | Sankt Jakob im Rosental Standort                                                | Werner Hofmeister | 1988/89   | | Standort: bei der Einmündung der Wendestelle in die Autobahn in Richtung Norden |
| BW   | Datei hochladen | Kunstmeile Klopeiner See ID: kunstmeile-klopeiner-see                                                         | Ausstellung                  | Sankt Kanzian am Klopeiner See Standort                                         | Rudi Benetik, Armin Guerino, Tomas Hoke, Hanno Kautz, Meta Justinek & Team | 2012      | |                                                                                 |
| ja   | Datei hochladen | Otoček & Wolke7 ID: otocek-wolke7                                                                             | Kunst am Bau                 | Sankt Kanzian am Klopeiner See Standort                                         | Tomas Hoke | 2018      | |                                                                                 |
| BW   | Datei hochladen | Justicia ID: justicia                                                                                         | Kunst am Bau                 | Sankt Veit an der Glan Standort                                                 | Gudrun Kampl | 2000      | |                                                                                 |
| ja   | Datei hochladen | Sie liebt mich, sie liebt mich nicht... ID: sie-liebt-mich-sie-liebt-mich-nicht                               | Kunst am Bau                 | Sankt Veit an der Glan Standort                                                 | Harry Jeschofnig | 2008      | |                                                                                 |
| ja   | Datei hochladen | Requiem für den Homo sapiens ID: requiem-fuer-den-homo-sapiens                                                | Kunst am Bau                 | Sankt Veit an der Glan Standort                                                 | Valentin Oman | 1986      | |                                                                                 |
| ja   | Datei hochladen | Lichtreflexionsstelen ID: lichtreflexionsstelen                                                               | Kunst am Bau                 | Seeboden am Millstätter See Standort                                            | Edgar Knoop | 2008      | |                                                                                 |
| ja   | Datei hochladen | Kreuzweg ID: kreuzweg HERIS-ID: 68311 Objekt-ID: 81316                                                        | Anderes                      | Stein im Jauntal Standort                                                       | Werner Lössl, Karl Schüßler, Valentin Oman, Karl Vouk, Josef Stefan, Reimo Wukounig, Stefan Gyurko, Ernst Gradischnig, Gertrud Weiss-Richter, Kiki Kogelnik, Jože Boschitz, Franz Brandl, Jan Puinbroek, Karl Brandstätter                        | 1996      | |                                                                                 |
| ja   | Datei hochladen | Steinhaus ID: steinhaus HERIS-ID: 80953 Objekt-ID: 94710                                                      | Architektur                  | Steindorf am Ossiacher See Standort                                             | Günther Domenig | 1986      | |                                                                                 |
| BW   | Datei hochladen | E.motion ID: e-motion                                                                                         | Kunst am Bau                 | Straßburg Standort                                                              | Gudrun Kampl, Martin Püspök | 2011      | |                                                                                 |
| BW   | Datei hochladen | vorbeivorbeivorbei ID: vorbeivorbeivorbei                                                                     | Kunst am Bau                 | Techelsberg am Wörther See Standort                                             | zweintopf | 2015      | |                                                                                 |
| ja   | Datei hochladen | Adlerfang ID: adlerfang                                                                                       | Kunst am Bau                 | Villach Standort                                                                | Armin Guerino |           | |                                                                                 |
| ja   | Datei hochladen | Quirl ID: quirl                                                                                               | Skulptur                     | Villach Standort                                                                | Armin Guerino | 2013      | |                                                                                 |
| ja   | Datei hochladen | o. T. ID: o-t                                                                                                 | Architektur, Kunst am Bau    | Villach Standort                                                                | Viktor Rogy | 2001      | |                                                                                 |
| ja   | Datei hochladen | Stelenpark ID: stelenpark                                                                                     | Skulptur                     | Villach Standort                                                                | Nadja Brugger-Isopp | 2017      | |                                                                                 |
| ja   | Datei hochladen | Glück und Glas – wie leicht bricht das ID: glueck-und-glas-wie-leicht-bricht-das                              | Kunst am Bau                 | Villach Standort                                                                | Cornelius Kolig | 1995      | Cornelius Kolig schuf einen unterirdischen zwei Meter tiefen Raum vor dem Standesamt in Villach, den er mit 6000 rote Plastikrosen auskleidete. Im Inneren des Raums war das „lautlose Liebesgedicht“ „DU-O-O-AU-MMMMM“ angebracht. Vor allem in der Dunkelheit beleuchtete das Gedicht in unterschiedlichen Rottönen den Weg zum Standesamt. Die Befahrbarkeit des Glases durch Autos oder andere Fahrzeuge musste gewährleistet werden, die Inschrift „Glück und Glas, wie leicht bricht das“ auf dem Sicherheitsglas verhinderte das Ausrutschen. Die Arbeit war Ziel politisch motivierter Kampagnen („Todessturz am Rosenläufer“) und von Vandalenakten. Wegen „Unzumutbarkeit für Heiratswillige, sie im Moment großer Emotionalität mit polarisierender zeitgenössischer Kunst zu konfrontieren“, und winterlicher Rutschgefahr war die Installation lange Zeit abgedeckt. Sie wurde schließlich 2013 aufgrund von zunehmenden Dichtungsproblemen und Materialverschleiß demontiert. |                                                                                 |
| BW   | Datei hochladen | Tourismusschule Villach ID: tourismusschule-villach                                                           | Ausstellung                  | Villach Standort                                                                | Hans Schabus, Viktor Rogy, Johannes Domenig, Ferdinand Penker, Kiki Kogelnik, Reinhard Bernsteiner, Werner Hofmeister, Heinz Peter Maya, Cornelius Kolig, Michael Schwarz, Meina Schellander, Karin Sulimma, Gerold Tusch, Inge Vavra, Tomas Hoke | 1994      | |                                                                                 |
| BW   | Datei hochladen | Brustkorb ID: brustkorb                                                                                       | Kunst am Bau                 | Villach Standort                                                                | Hans Schabus | 1994      | |                                                                                 |
| ja   | Datei hochladen | o. T. ID: o-t-4                                                                                               | Skulptur                     | Villach Standort                                                                | Franz Schneeweiß | 1970      | |                                                                                 |
| BW   | Datei hochladen | o. T. ID: o-t-2                                                                                               | Kunst am Bau                 | Villach Standort                                                                | Hans Bischoffshausen | 1961      | |                                                                                 |
| BW   | Datei hochladen | Interfaces/Schnittstellen ID: schnittstellen                                                                  | Kunst am Bau                 | Villach Standort                                                                | Melitta Moschik | 1996      | |                                                                                 |
| BW   | Datei hochladen | Die Welle ID: die-welle-2                                                                                     | Kunst am Bau                 | Villach Standort                                                                | Reinhard Bernsteiner, Karin Zeitlhuber | 1998      | |                                                                                 |
| BW   | Datei hochladen | Neugestaltung Bahnhofplatz Villach ID: neugestaltung-bahnhofplatz-villach                                     | Kunst am Bau                 | Villach Standort                                                                | Gasparin & Meier | 2010      | |                                                                                 |
| ja   | Datei hochladen | LE TOUR - LA TOUR ID: le-tour-la-tour                                                                         | Kunst am Bau                 | Villach Standort                                                                | Claus Prokop | 2013      | |                                                                                 |
| ja   | Datei hochladen | welcome and goodbye ID: welcome-and-goodbye                                                                   | Kunst am Bau                 | Villach                                                                         | Hanno Kautz | 2022      | |                                                                                 |
| ja   | Datei hochladen | Doorman ID: doorman                                                                                           | Skulptur                     | Warmbad Villach Standort                                                        | Kiki Kogelnik | 1994      | |                                                                                 |
| ja   | Datei hochladen | KOMMUNIKATION – BEZIEHUNG – WIRKLICHKEIT ID: kommunikation-beziehung-wirklichkeit                             | Skulptur                     | Warmbad Villach Standort                                                        | Regina Hübner | 2021      | | Standort: Kadischenallee 22-24                                                  |
| BW   | Datei hochladen | Timeline ID: timeline                                                                                         | Kunst am Bau                 | Völkermarkt Standort                                                            | Jochen Traar | 2010      | |                                                                                 |
| BW   | Datei hochladen | Pestsäule ID: pestsaeule                                                                                      | Kunst am Bau                 | Völkermarkt Standort                                                            | Jochen Traar | 2004      | |                                                                                 |
| BW   | Datei hochladen | BH Völkermarkt ID: bh-voelkermarkt                                                                            | Kunst am Bau                 | Völkermarkt Standort                                                            | Stephka Klaura | 2014      | |                                                                                 |
| ja   | Datei hochladen | Das Paradies ID: das-paradies HERIS-ID: 112826 Objekt-ID: 131048                                              | Architektur                  | Vorderberg Standort                                                             | Cornelius Kolig | 1980      | |                                                                                 |
| ja   | Datei hochladen | lebensblick ID: lebensblick                                                                                   | Skulptur                     | Wernberg Standort                                                               | Heimo Raab | 2021      | | Standort: vor dem Seniorenwohnheim Wernberg                                     |
| BW   | Datei hochladen | Lymphklinik Wolfsberg ID: lymphklinik-wolfsberg                                                               | Kunst am Bau                 | Wolfsberg Standort                                                              | Claus Prokop | 2010      | |                                                                                 |
| ja   | Datei hochladen | 3 Wölfe ID: 3-woelfe                                                                                          | Kunst am Bau                 | Wolfsberg Standort                                                              | Karl Schüßler | 2002      | |                                                                                 |
| BW   | Datei hochladen | COLOUR TRANSITION ID: colour-transition                                                                       | Kunst am Bau                 | Wolfsberg Standort                                                              | Melitta Moschik | 2024      | |                                                                                 |

## Quelle
- * KÖR - Kunst im öffentlichen Raum Kärnten/Koroška